# Ronde van Azerbeidzjan (Iran) 2006
De Ronde van Azerbeidzjan 2006 is de derde keer dat de Ronde van Azerbeidzjan werd gereden. De wedstrijd werd gereden tussen 22 en 30 mei.

## Etappe-overzicht
| etappe | datum  | start          | eindstreep   | afstand | winnaar                | land  |
| ------ | ------ | -------------- | ------------ | ------- | ---------------------- | ----- |
| 1e     | 22 mei | Proloog in     | Tabriz       | 40 km   | Ahad Kazemi Sarai      | Iran  |
| 2e     | 23 mei | Tabriz         | Kalybar      | 199 km  | Omar Hasanein          | Syrië |
| 3e     | 24 mei | Kalybar        | Ardabil      | 215 km  | Hossein Askari         | Iran  |
| 4e     | 25 mei | Sarab          | Miyaneh      | 180 km  | Ebrahim Javani         | Iran  |
| 5e     | 26 mei | Miyaneh        | Marageh      | 180 km  | Omar Hasanein          | Syrië |
| 6e     | 27 mei | Ploegentijdrit |              | 50 km   | Ghader Mizbani Iranagh | Iran  |
| 7e     | 28 mei | Malekan        | Uromeia      | 157 km  | Omar Hasanein          | Syrië |
| 8e     | 29 mei | Uromeia        | Sharafkhaneh | 165 km  | Amir Zargari           | Iran  |
| 9e     | 30 mei | Shabestar      | Tabriz       | 70 km   | Alireza Zeynali        | Iran  |

## Algemeen klassement
| rang | renner                 | land | tijd        |
| ---- | ---------------------- | ---- | ----------- |
| 1    | Ghader Mizbani Iranagh | Iran | 30u 02' 01" |
| 2    | Ahad Kazemi Sarai      | Iran | op 22"      |
| 3    | S. Rezai               | Iran | op 3' 07"   |

1986 · 1987 · 1988 · 1989 · 1990 · 1991 · 1992 · 1993 · 1994 · 1995 · 1996 · 1997 · 1998 · 1999 · 2000 · 2001 · 2002 · 2003 · 2004 · 2005 · 2006 · 2007 · 2008 · 2009 · 2010 · 2011 · 2012 · 2013 · 2014 · 2015 · 2016 · 2017 · 2018 · 2019 · 2020-2021 · 2022 · 2023